# Laurence Sterne
Laurence Sterne (Clonmel, Írország, 1713. november 24. – London, Anglia, 1768. március 18.) angol író, lelkész. Legismertebb regényei a The Life and Opinions of Tristram Shandy, Gentleman (Tristram Shandy úr élete és gondolatai), és az A Sentimental Journey Through France and Italy of Yorick (Érzelmes utazás Francia- és Olaszországban); de írt prédikációkat, emlékiratokat, és részt vett a politikai életben is.

## Élete
Laurence Sterne 1713. november 24-én született az írországi Clonmelben, szülei hét gyermeke közül a legidősebbként (testvérei közül többen nem élték túl csecsemőkorukat). Apja, Roger Sterne zászlós volt a brit hadseregben, ezredét épp fia születésének napján oszlatták fel, az így rossz anyagi helyzetbe kerülő család fél év múlva visszatért az észak-angliai Yorkshire-be.
Sterne életének első évtizede állandó vándorlással telt Angliában és Írországban, mivel apját más és más egységekhez helyezték; egy évnél tovább egyik helyen sem maradhattak. Tízévesen Halifaxban kezdett el iskolába járni, ekkor látta utoljára apját. Húszévesen a cambridge-i Jesus College-ban tanult tovább; dédapja, az egykori yorki érsek kétszer is igazgatója volt az intézménynek a 17. században. Sterne 1737 januárjában szerzett baccalaureátust (Bachelor of Arts), 1740 nyarán pedig megszerezte a Master of Arts fokozatot.
Sterne egyházi pályára szándékozott lépni, 1737 márciusában diakónus, 1738 augusztusában már lelkész. A yorkshire-i Sutton-on-the-Forestben léphetett szolgálatba. 1741-ben elvette Elizabeth Lumleyt. Közeli kapcsolatban állt nagybátyjával, dr. Jacques Sterne-nel, Cleveland főesperesével és a yorki egyház előénekesével, aki meggyőződéses whig volt, és arra biztatta Sterne-t, hogy politikai témájú cikkeket, leveleket írjon (a York Gazeteer című újságban jelentek meg). Miután ezek közül némelyik botrányt okozott, a két férfi eltávolodott egymástól.
A Tristram Shandy első kötete 1759-ben jelent meg. 1767-ig dolgozik a folytatásokon, közben elveszti anyját, gümőkóra súlyosbodik, akárcsak feleségéé. A könyv ismertté és híressé tette, nemcsak Angliában, de a kontinensen is; az év egy részét mindig Londonban tölti, az újabb kötet kiadásának ügyeivel foglalkozik és tisztelői meghívásainak tesz eleget.
A jobbulás reményében 1762-ben Franciaországba utazik egy Torinóba tartó diplomáciai küldöttséggel (ekkoriban dúl a hétéves háború Anglia és Franciaország között). Részben ezen élményeiből születik meg másik ismert műve, az Érzelmes utazás, mely 1768-ban jelent meg. Addigra Sterne egészsége már nagyon megromlott. Kevesebb, mint egy hónappal a könyv kiadása után meghalt.

## Művei
Sterne első irodalmi jellegű művei levelek és prédikációk voltak, és megpróbálkozott a politikai szatírával is (swifti mintákat követve): első hosszabb írása a yorki egyház belső ügyeivel foglalkozó A Political Romance (1759; más címen: The History of a Good Warm Watch-Coat). Szintén ebben az évben írhatta a halála után megjelent A Fragment in the Manner of Rabelais című munkát, mely a prédikáció művészetével foglalkozik.
Legismertebb műve a Tristram Shandy úr élete és gondolatai (1759-67, kilenc kötetben, fordította Határ Győző), amely meglehetős hírnevet hozott neki hazájában és Európa más országaiban is. Már a kötetek megjelenésével párhuzamosan elkezdték lefordítani a nagyobb európai nyelvekre, hatása pedig Denis Diderot-tól és a német romantikusoktól napjaink posztmodern irodalmáig terjed.
Kevésbé nagy hatású, de legalább annyira ismert regénye az Érzelmes utazás Francia- és Olaszországban (fordította Kazinczy Ferenc Érzékeny utazások Francia- és Olaszországban címen, illetve – az ő fordításának felhasználásával – Határ Győző). A történet elbeszélője a Tristram Shandy egyik szereplője, Yorick.
Vallásos írásai (Sermons, két kötetben) még életében jelentek meg, posztumusz adták ki többkötetes levelezését, a Journal to Eliza című, más műveinél jóval szentimentálisabb és kevésbé humoros leveleit, mely ahhoz a nőhöz szól, akinek élete utolsó éveiben udvarolt. Összességében – s különösen más századbeli írókhoz viszonyítva – Sterne életműve nem túl nagy, de meghatározó jelentőségű az európai irodalomban.
Első magyarítója Verseghy Ferenc volt, a Tristram Shandyből rövid töredék maradt fönt Az én kedves Uram Bátyámnak Sándi Gábor úrnak Élete és Vélekedései, ammint részenkint saját szájából hallottam címmel (lásd Gálos Rezső: Verseghy és a Tristram Shandy). Korai magyarországi hatását Hartvig Gabriella dolgozta föl doktori disszertációjában.

## Magyarul
- Érzékeny Útazások Franczia- és Olaszországban; in: Kazinczy Ferencz’ Munkáji, Szép Literatúra, IV., Pesten, Trattner János Tamásnál, 1815, 87-346. p.
- Yorick és Eliza levelei; ford. Döbrentei Gábor; Trattner Ny., Pest, 1828; XIV., 15-110. p.
- Sterne érzékeny utazásai; Kazinczy Ferenc, bev. Berki Miklós; Franklin, Bp., 1907, 212 p. (Olcsó könyvtár, 1489-1494.)
- Tristram Shandy úr élete és gondolatai; ford. Határ Győző, bev. Szentkuthy Miklós, jegyz. Kemény Ferenc, ill. Cruikshank; Új Magyar Kiadó, Bp., 1956 (A világirodalom klasszikusai)
- Érzelmes utazás Francia- és Olaszországban. Regényes útirajz; Kazinczy Ferenc fordításának figyelembevételével ford. Határ Győző, utószó Kéry László, ill. Rogán Miklós; Európa, Bp., 1957
- Érzékeny útazások Francia- és Olaszországban; ford. Kazinczy Ferenc, sajtó alá rend. Belia György, utószó Wéber Antal, ill. Gyulai Líviusz; Magyar Helikon, Bp., 1976
- Tristram Shandy úr élete és gondolatai; ford. Határ Győző, utószó Kiss Zsuzsa, Európa, Bp., 1989 (A világirodalom klasszikusai)
- Érzékeny utazás Francia- és Olaszországban; ford. Határ Győző; Édesvíz, Bp., 1997 (Aranyág)